# Rio Acima
Rio Acima este un oraș în Minas Gerais (MG), Brazilia.